# Клинген
Клинген (нем. Clingen) — город в Германии, в земле Тюрингия. 
Входит в состав района Кифхойзер. Подчиняется управлению Гройссен.  Население составляет 1072 человека (на 31 декабря 2010 года). Занимает площадь 10,75 км². Официальный код  —  16 0 65 012.